# ねずみ (落語)
『ねずみ』は、古典落語の演目。別題に『甚五郎の鼠』（じんごろうのねずみ）。左甚五郎が登場する噺の1つであり、三井の大黒の噺より約10年後を舞台とする。元は浪曲師・2代目広沢菊春の浪曲であったが、3代目桂三木助が「加賀の千代」と交換して演じたのが始まりとされる。また三木助は、当初は別題にある「甚五郎の鼠」で演じた後、「ねずみ」に改めた。

## あらすじ
奥州仙台の宿場町。ある旅人が、宿引きの子供に誘われて「鼠屋」という宿に泊まる。そこはとても貧乏で布団も飯もろくになく、腰の立たない主と11歳の子供の二人だけでやっているという貧しい宿だった。旅人がふと店の来歴を主の宇兵衛に尋ねると、実は彼は元々向かいにある「虎屋」という大きな宿の主人だったが、5年前に妻に先立たれ、女中頭を後妻迎え。ある日の事、虎屋の二階で客の喧嘩があり、宇兵衛は喧嘩の仲裁に入る。しかし仲裁の最中、客に押された弾みで、階段から落ちて強かに腰を打ち、腰が立たなくなった。腰の立たぬ主が母屋にいては迷惑になるだろうと物置小屋だった建物に移る。すると暫くは食事を3度運ばれて来ていたが、徐々に2度、1度と1日に食事の運ばれる回数が減り、とうとう食事が来なくなったので息子に「食事を持って来てほしい」と頼みに行かせると「腰抜けの面倒見てられるか」と息子に暴力を振う。更に息子は継母(宇兵衛の後妻)から折檻されていた等辛く当たる。それを聞いた宇兵衛の喧嘩友達の同業の生駒屋の主人は宇兵衛と息子の面倒はみてやろうと言った。しかしある日息子が「お父っちゃん、生駒屋のおじさんに面倒を見てもらってばかりじゃ乞食と同じだよ。ここには上下に部屋があるんだから少しでもお客さんに泊まってもらえばあたいとお父っちゃん位は食べていけるよ」と提案して物置小屋を仕立ててなんとか宿をこしらえ、その物置に棲んでいたネズミにちなんで現在の鼠屋を構えたのだった。
これを聞いた旅人は自らが名匠と知られる左甚五郎であることを明かし、木片からネズミを彫り出すと、店の繁盛を願ってそれを店先に置いてやり、宿を去っていった。彼が彫り出した精巧な木彫りのネズミはまるで生きているかのように動き回り、この噂が広まると、このネズミの木彫りが見たい客で鼠屋は繁盛するようになる。やがて鼠屋に泊まればご利益があるという噂も立ち、またたく間に鼠屋は建て増し出来るまでに利益を上げ、虎屋に匹敵するほどの店構えとなる。ある時、生駒屋の主人が虎屋の番頭のやり口が酷いからと虎屋に文句を言いに行った時に「私達は先代主人とは何等関わり合いはごさいません」と言われ、譲り渡し書を見せられた為、鼠屋に来て宇兵衛に「宇兵衛、お前何時虎屋を番頭に譲り渡したのか？」と問う。宇兵衛は「そんな覚えはない」と答えた為、生駒屋の主人が「お前、印形はどうした？」と問う。宇兵衛は生駒屋の主に問われて印形を後妻に預けたままにしていた事に気付いた。宇兵衛番頭と後妻が結託して印形を悪用し、勝手に宇兵衛が番頭に虎屋を譲り渡したとして譲り渡した書を作ってたのだ。
一方の虎屋は、前の主人を追い出した悪行が吹聴されたこともあり、客足が途絶えていく。虎屋の主人は鼠屋に対抗して、仙台の巨匠・飯田丹下に虎を彫らせることにした。しかし、飯田は始めは断り気味だったが、因縁ある左甚五郎の名前に考えを変え、負けたくない気持ちで虎を彫り上げた。そして、虎屋がそれを鼠屋のネズミを見下ろすようにして店先に飾ると、途端にネズミは動かなくなってしまった。
しばらくして、それを知った左甚五郎が再び鼠屋を訪れる。自分が彫ったネズミは、虎に怯えたように顔を伏せ、じっとして動かなくなっていた。しかし甚五郎には、虎屋の店先の虎の彫刻はとても出来損ないに見えた。顔はひどく恨みが含まれている目を持っていて、額に虎を示す王の字の模様もない。甚五郎は、ネズミに「なぜあんな出来損ないの虎に怯えるのか」と尋ねた。すると、ネズミは答えた。
「え、あれ虎だったの？　猫かと思ってた」